# Ulf målare
Ulf målare var en målare verksam på Åbo slott under 1500-talets första hälft.
Man vet genom slottsräkenskaperna att han 1538 dekorerade ungherrarnas mak och han nämns åter i räkenskaperna 1544 som målare vid slottet. Som en av de få kända målarna från denna tid har han av Sigurd Rinne framförts som tänkbar mästare till några märkliga kalkmålningar med bataljskildringar i ett av tornrummen på Åbo slott om målades kort före Gustav Vasas besök 1530.